# Héliotrope d'Europe
Heliotropium europaeum
Pour les articles homonymes, voir Héliotrope (homonymie) et Herbe de saint Fiacre.
Espèce
Classification phylogénétique
L'Héliotrope d'Europe, ou Héliotrope commun (Heliotropium europaeum) est une espèce de plantes de la famille des Boraginacées.

## Description

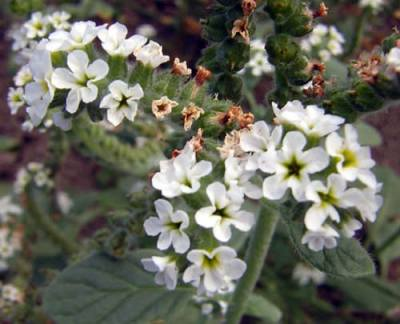
Inflorescence

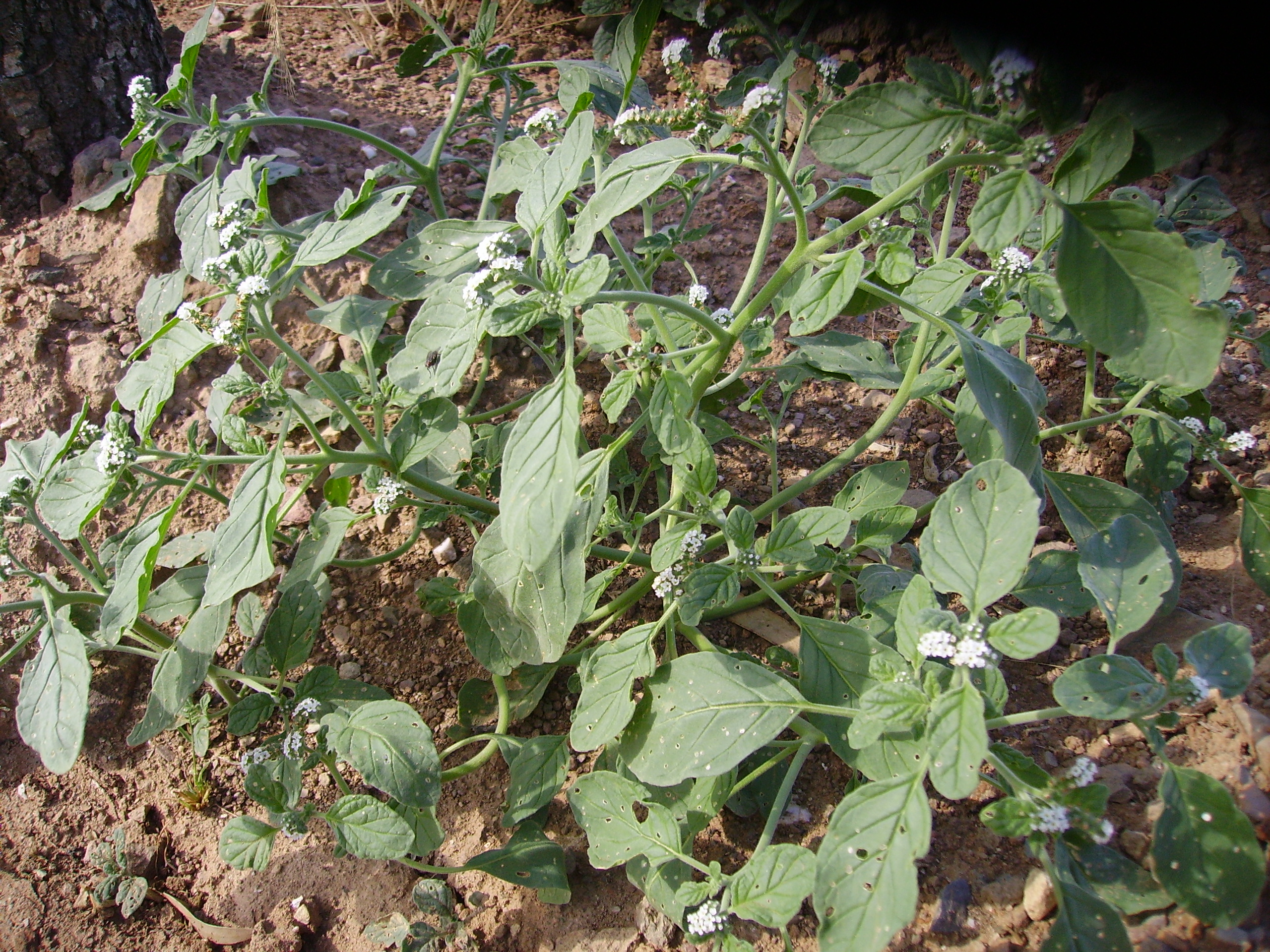
Port large et presque rampant

C'est une plante vivace toxique, assez basse (30 cm maximum). Elle est assez répandue en Europe méridionale, en Afrique du Nord.

### Caractéristiques
- Organes reproducteurs
  - Couleur dominante des fleurs : blanc
  - Période de floraison : juillet-novembre
  - Inflorescence : racème de cymes unipares scorpioïdes
  - Sexualité : hermaphrodite
  - Pollinisation : entomogame
- Graine
  - Fruit : akène
  - Dissémination : barochore
- Habitat et répartition
  - Habitat type : annuelles commensales des cultures sarclées basophiles, médioeuropéennes, thermophiles
  - Aire de répartition : méditerranéen(eury)

Données d'après : Julve, Ph., 1998 ff. - Baseflor. Index botanique, écologique et chorologique de la flore de France. Version : 23 avril 2004.